# Súng trường tự nạp L1A1
L1A1 Self-Loading Rifle, còn được gọi là SLR (Self-Loading Rifle), chỉ định C1A1 với Quân đội Canada (C1) hay ở Mỹ là "mẫu inch" FAL,  là một phiên bản Anh của Súng trường chiến đấu FN FAL của Bỉ (Fusil Automatique Léger, "Light Automatic Rifle") được sản xuất bởi nhà sản xuất vũ khí Bỉ Fabrique Nationale de Herstal (FN). L1A1 được sản xuất theo giấy phép và đã được sử dụng trong Quân đội Úc, Quân đội Canada, Quân đội Ấn Độ, Lực lượng Quốc phòng Jamaica, Quân đội Malaysia, Quân đội New Zealand, Quân đội Rhodesia, Quân đội Singapore, Quân đội Nam Phi và Lực lượng Vũ trang Anh.
FAL ban đầu được thiết kế tại Bỉ, trong khi các thành phần của FAL "mô hình inch" được sản xuất theo thiết kế sửa đổi một chút bằng cách sử dụng các đơn vị đế quốc Anh. Nhiều hội đồng phụ có thể hoán đổi cho nhau giữa hai loại, trong khi các thành phần của các cụm phụ đó có thể không tương thích. Sự không tương thích đáng chú ý bao gồm các băng đạn và báng, gắn liền theo những cách khác nhau. Hầu hết các FAL cũng sử dụng chủ đề SAE cho thùng và lắp ráp. Các trường hợp ngoại lệ duy nhất là FAL nguyên mẫu ban đầu, và các chủ đề chỉ có trên FAL của Israel và Ấn Độ. Tất cả những người khác có chủ đề tiêu chuẩn inch hoặc "thống nhất" trong suốt.
Hầu hết các FAL mẫu Commonwealth chỉ bán tự động. Một biến thể có tên L2A1 / C2A1 (C2), có nghĩa là dùng súng máy hạng nhẹ trong vai trò hỗ trợ, cũng có khả năng bắn hoàn toàn tự động. Sự khác biệt so với L1A1 / C1 bao gồm nòng nặng, tầm nhìn phía trước bình phương (so với chữ "V" trên các mẫu bán tự động), bộ bảo vệ nhân đôi như một bipod có thể gập lại và một băng đạn lớn hơn 30 viên mặc dù nó cũng có thể sử dụng băng đạn 20 viên bình thường. Chỉ có Canada và Úc sử dụng biến thể này. Tuy nhiên, Úc, Anh và New Zealand đã sử dụng súng máy hạng nhẹ Bren được chuyển đổi để bắn đạn 7.62 × 51mm NATO để sử dụng trong vai trò hỗ trợ. Những chiếc C1 của Canada cấp cho nhân viên hải quân và quân đội cũng có khả năng bắn hoàn toàn tự động.

## Lịch sử

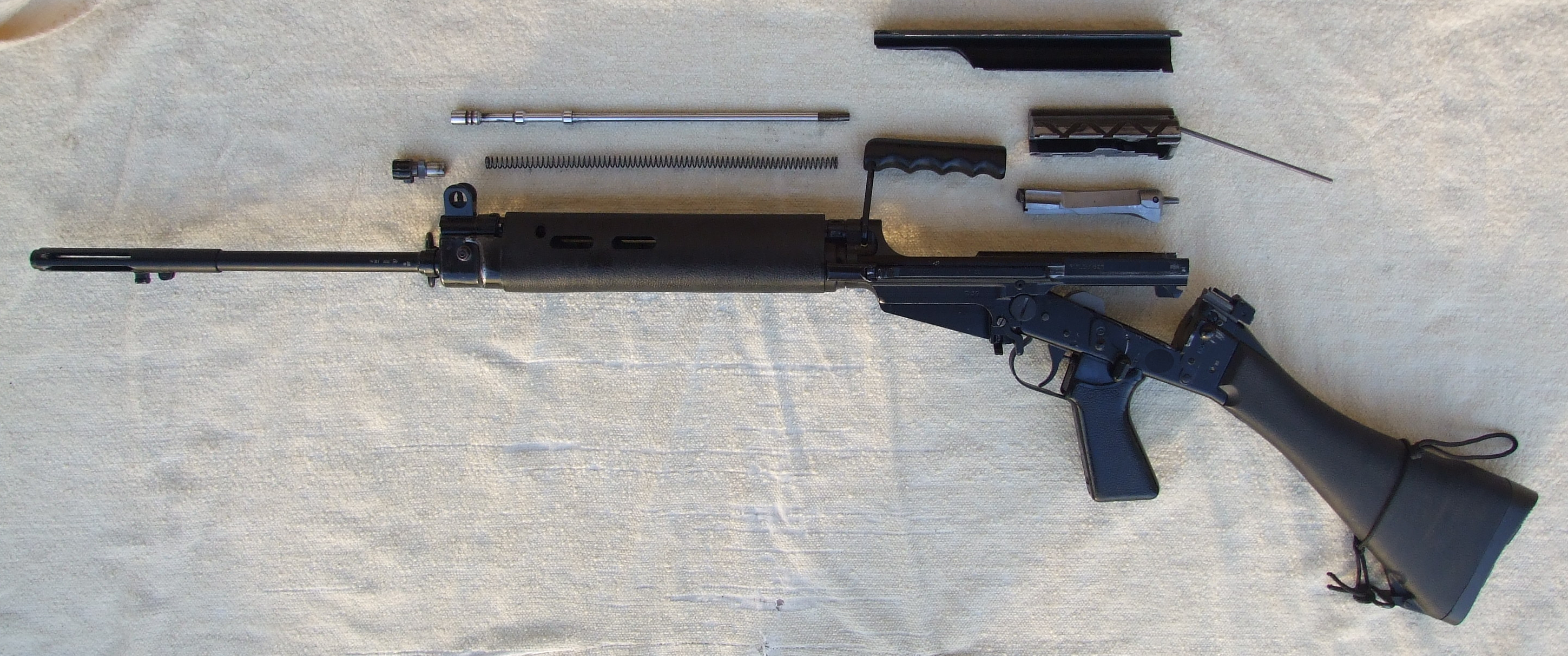
L1A1 SLR của Anh bị tước

L1A1 và các dẫn xuất mô hình inch khác theo dõi dòng dõi của họ trở lại Ủy ban súng trường Đồng minh những năm 1950, với ý định giới thiệu một khẩu súng trường và hộp đạn sẽ là vấn đề tiêu chuẩn cho tất cả các quốc gia NATO. Sau một thời gian ngắn áp dụng Súng trường số 9 Mk 1 với số 7 <span typeof="mw:Entity" id="mwOA">&nbsp;</span> Hộp mực trung gian mm, Vương quốc Anh, tin rằng, nếu họ chấp nhận FAL của Bỉ và hộp mực NATO 7.62 × 51mm của Mỹ, Hoa Kỳ cũng sẽ làm như vậy,    đã sử dụng L1A1 làm súng trường tiêu chuẩn vào năm 1954. Tuy nhiên, Mỹ đã không áp dụng bất kỳ biến thể nào của FAL, thay vào đó, họ chọn sử dụng súng trường M14.
L1A1 sau đó đã từng là súng trường chiến đấu đầu tiên của Vương quốc Anh cho đến những năm 1980 trước khi được thay thế bằng L85A1 5,56mm.

### Dịch vụ chiến đấu
L1A1 và các biến thể đã được sử dụng trong một số cuộc xung đột, bao gồm cả một phần của Chiến tranh Lạnh. L1A1 đã được sử dụng bởi Lực lượng Vũ trang Anh ở Malaysia, Bắc Ireland và trong Chiến tranh Falklands (đối lập với lực lượng Argentina vũ trang FN FAL), Chiến tranh vùng Vịnh lần thứ nhất (nơi vẫn còn là vấn đề đối với một số đơn vị quân đội Anh thứ hai và nhân viên RAF chưa được cấp bởi L85A1) , bởi Quân đội Kuwait trong Chiến tranh vùng Vịnh lần thứ nhất, bởi Úc và New Zealand tại Việt Nam, bởi các lực lượng Nigeria và Biafran trong Nội chiến Nigeria và bởi Rhodesia     trong Chiến tranh Bush của Tổng thống Rhodesia.

### Thay thế
Bắt đầu từ giữa những năm 1980, Vương quốc Anh bắt đầu thay thế súng trường L1A1 30 tuổi của mình bằng súng trường tấn công L85A1 5,56 NATO thiết kế. Úc đã chọn Steyr AUG thay thế dưới dạng F88 Austeyr, với New Zealand sau vụ kiện ngay sau đó. Canada đã thay thế súng trường C1 bằng các biến thể AR-15: súng trường dịch vụ C7 và carbine C8. Úc đã thay thế vũ khí hỗ trợ nòng nặng L2A1 của họ bằng M60 và sau đó bằng biến thể FN Minimi: F89. Canada cũng thay thế vũ khí hỗ trợ nòng nặng C2 của họ bằng biến thể FN Minimi: C9, tương ứng.

## Sản xuất và sử dụng

### Châu Úc

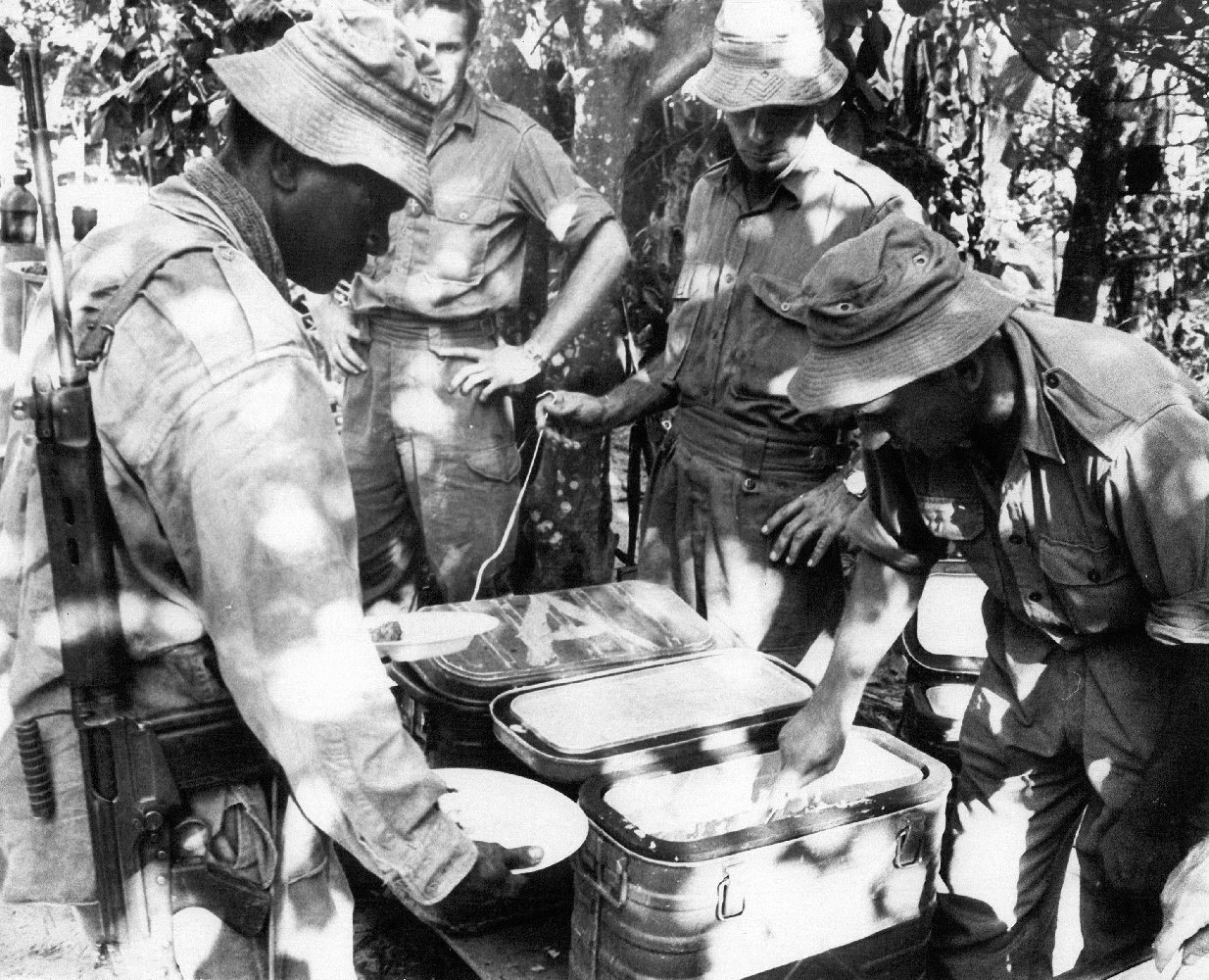
Người lính Úc với chiếc L1A1, gần khu vực chiến đấu của Chiến dịch Crimp, Việt Nam

Quân đội Úc, với tư cách là thành viên quá cố của Ủy ban súng trường Đồng minh cùng với Vương quốc Anh và Canada đã thông qua phiên bản cải tiến của súng trường FAL, được chỉ định là súng trường L1A1 của Úc và Anh và C1 của Canada. L1A1 của Úc còn được gọi là "súng trường tự nạp" (SLR) và ở dạng hoàn toàn tự động, "súng trường tự động" (AR). Các tính năng L1A1 của Úc gần giống với phiên bản FAL L1A1 của Anh; tuy nhiên, L1A1 của Úc khác với đối tác Anh về thiết kế các đường cắt giảm sáng phía trên. Các vết cắt sáng của L1A1 Úc gần giống với mẫu C1 của Canada sau này, hơn là các vết cắt L1A1 đơn giản và rõ ràng của Anh. Súng trường L1A1 FAL của Úc đã phục vụ cho các lực lượng Úc cho đến khi nó được thay thế bởi F88 Austeyr (phiên bản được cấp phép của Steyr AUG) vào năm 1988, mặc dù một số vẫn còn phục vụ cho các đơn vị Dự bị và huấn luyện cho đến cuối năm 1990. Một số đơn vị Quân đội Úc triển khai ở nước ngoài trong các hoạt động gìn giữ hòa bình của Liên Hợp Quốc tại Namibia, Tây Sahara và Campuchia vẫn sử dụng súng trường L1A1 SLR và súng trường M16A1 trong suốt đầu những năm 1990. Các máy ảnh L1A1 của Anh và Úc và máy ảnh C1A1 của Canada chỉ bán tự động, trừ khi điều kiện chiến trường bắt buộc phải sửa đổi.
Úc, phối hợp với Canada, đã phát triển một phiên bản nòng nặng của L1A1 dưới dạng biến thể súng trường hoàn toàn tự động, được chỉ định L2A1. L2A1 nòng nặng của Úc còn được gọi là "súng trường tự động" (AR). L2A1 tương tự như FN FAL 50.41 / 42, nhưng với bộ bảo vệ hai chân kết hợp độc đáo và một ống ngắm tiếp tuyến được phủ bụi thu từ Canada. L2A1 được dự định đóng vai trò là súng trường hoàn toàn tự động hoặc vũ khí tự động bán tự động (SAW). Vai trò của L2A1 và các biến thể FAL nòng nặng khác về cơ bản giống như khái niệm của Súng trường tự động Browning (BAR) hoặc Bren, nhưng Bren phù hợp hơn nhiều với vai trò là căn cứ hỗ trợ hỏa lực cho một bộ phận, được thiết kế cho vai trò từ đầu. Trong thực tế, nhiều người coi L2A1 kém hơn Bren, vì Bren có nòng súng có thể thay đổi, và do đó có thể cung cấp tốc độ bắn liên tục tốt hơn, và chính xác hơn và có thể kiểm soát vai trò do trọng lượng lớn hơn và trữ lượng tốt hơn cấu hình. Vì lý do này, Úc và Anh đã sử dụng dòng Bren 7.62mm được chuyển đổi. Hầu hết các quốc gia áp dụng FAL đều từ chối FAL nòng súng nặng, có lẽ vì nó không hoạt động tốt trong vai trò súng máy. Các quốc gia đã nắm lấy FAL thùng nặng bao gồm Argentina, Úc, Bỉ, Canada và Israel.
Tạp chí 30 viên độc đáo được phát triển cho súng trường L2A1. Các tạp chí 30 vòng này về cơ bản là các phiên bản kéo dài của các tạp chí L1A1 20 vòng tiêu chuẩn, hoàn toàn thẳng về thiết kế. Tạp chí cong 30 vòng từ chuyển đổi L4A1 7.62 NATO của Bren có thể hoán đổi cho nhau với tạp chí L2A1 30 vòng, tuy nhiên, chúng đã gây khó khăn cho việc ăn uống do ma sát bổ sung từ thiết kế cong khi chúng phải được đặt "lộn ngược" trong L2A1. Tạp chí L4A1 Bren được phát triển như một tạp chí thức ăn hỗ trợ trọng lực gắn trên, trái ngược với những gì cần thiết cho L2A1 FAL. Điều này đôi khi được sắp xếp bằng cách kéo dài lò xo tạp chí.
Súng trường L1A1 / L2A1 của Úc được sản xuất bởi Nhà máy vũ khí nhỏ - Litva, với khoảng 220.000 súng trường L1A1 được sản xuất từ năm 1959 đến 1986. Sản xuất L2A1 là khoảng 10.000 súng trường được sản xuất từ năm 1962 đến 1982. Litva đã xuất khẩu một số lượng lớn súng trường L1A1 sang nhiều nước trong khu vực. Trong số những người dùng có New Zealand, Singapore và Papua New Guinea. 

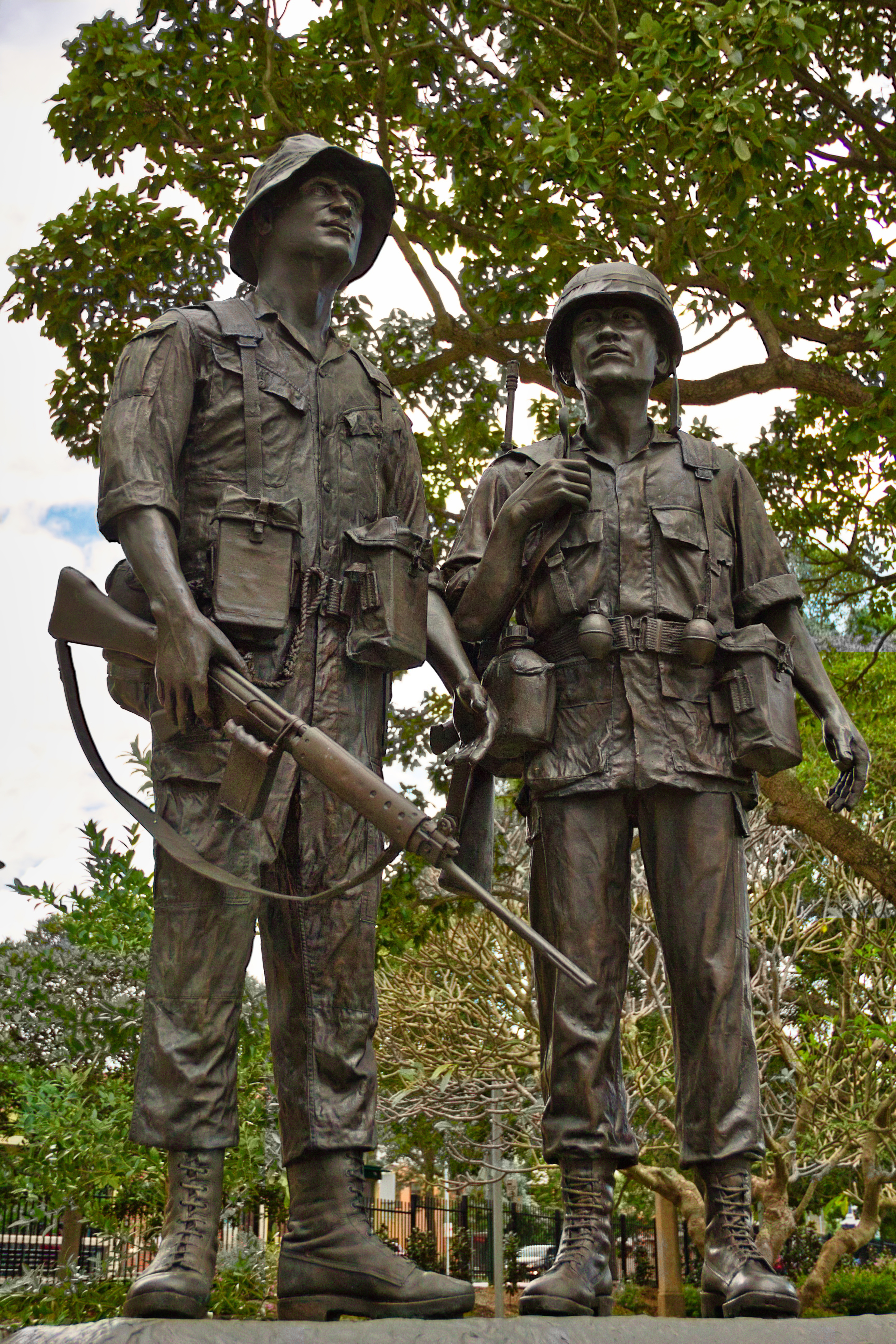
L1A1 nổi bật tại Đài tưởng niệm chiến tranh Việt Nam Úc

Trong chiến tranh Việt Nam, máy ảnh DSLR là vũ khí tiêu chuẩn được cấp cho lính bộ binh Úc. Nhiều binh sĩ Úc thích vũ khí có cỡ nòng lớn hơn M16 của Mỹ vì họ cảm thấy rằng máy ảnh DSLR đáng tin cậy hơn và họ có thể tin tưởng vào vòng đạn 7.62 của NATO để tiêu diệt hoàn toàn một binh sĩ địch. Chiến thuật chiến tranh trong rừng rậm của người Úc được sử dụng ở Việt Nam đã được thông báo bằng kinh nghiệm của họ trong các cuộc xung đột rừng rậm trước đó (ví dụ, Chiến dịch khẩn cấp của người Mã Lai và chiến dịch Konfrontasi ở Borneo) và được các đối thủ Việt Cộng của họ coi là đe dọa hơn nhiều so với các lực lượng Mỹ sử dụng. Người Úc đã coi các điểm mạnh và hạn chế của máy ảnh DSLR và tải đạn dược hạng nặng của nó phù hợp hơn với các phương pháp chiến thuật của họ.
Một sản phẩm khác của sự tham gia của Úc vào cuộc xung đột ở Đông Nam Á là việc sửa đổi trường súng trường L1A1 và L2A1 của Trung đoàn Dịch vụ Hàng không Đặc biệt để xử lý tốt hơn. Có biệt danh là "Chó cái", những khẩu súng trường này đã được sửa đổi tại hiện trường, thường là từ súng trường tự động hạng nặng L2A1, với nòng súng của chúng bị cắt ngay trước khối khí và thường được tháo bipod L2A1 để lắp XM148 40 &nbsp; súng phóng lựu mm gắn bên dưới nòng súng. XM148 40 &nbsp; súng phóng lựu mm được lấy từ lực lượng Mỹ.  Đối với L1A1, việc thiếu lửa hoàn toàn tự động dẫn đến việc chuyển đổi không chính thức L1A1 thành khả năng tự động hoàn toàn bằng cách sử dụng các máy thu thấp hơn từ L2A1, hoạt động bằng cách hạn chế chuyển động kích hoạt.
Úc đã sản xuất một phiên bản rút gọn của L1A1 được chỉ định là L1A1-F1. Nó được thiết kế để sử dụng dễ dàng hơn bởi những người lính có tầm vóc nhỏ hơn trong chiến đấu trong rừng, vì L1A1 tiêu chuẩn là một vũ khí dài và nặng. Việc giảm chiều dài đã đạt được bằng cách cài đặt chiều dài mông ngắn nhất (có ba loại có sẵn, ngắn, tiêu chuẩn và dài) và một bộ triệt flash giống như phiên bản tiêu chuẩn, ngoại trừ nó phóng ra một khoảng cách nhỏ hơn nhiều so với đầu súng trường, và đã có tương ứng các khe khử flash ngắn hơn. Hiệu quả là giảm 2 1/4 chiều dài của vũ khí &nbsp; inch.  Các thử nghiệm tiết lộ rằng, mặc dù không giảm chiều dài nòng súng, độ chính xác vẫn giảm nhẹ. L1A1-F1 được cung cấp cho Papua New Guinea,  và một số đã được bán cho Cảnh sát Hoàng gia Hồng Kông vào năm 1984. Chúng cũng được cấp cho các nữ nhân viên tại Đại học Quân sự Hoàng gia Duntroon và một số nhân viên khác của Úc.
Năm 1970, một khẩu súng trường bullpup được gọi là súng trường bộ binh đa năng KAL1 được chế tạo tại Nhà máy vũ khí nhỏ Litva sử dụng các bộ phận từ súng trường L1A1. Một phiên bản khác của súng trường cũng được chế tạo vào năm 1973.

### Canada
Canada thông qua FAL vào năm 1954, quốc gia đầu tiên trên thế giới thực sự chuẩn bị và đặt hàng đủ súng trường cho các cuộc thử nghiệm quân đội có ý nghĩa. Cho đến thời điểm này, FN đã chế tạo những khẩu súng trường này trong rất nhiều thử nghiệm nhỏ trong số đó và hai khẩu, mỗi khẩu đều thể hiện những thay đổi và cải tiến so với người tiền nhiệm của nó. Đơn đặt hàng của Canada cho 2.000 khẩu súng trường "đúc FAL bằng bê tông" lần đầu tiên, và tại FN, từ năm 1954 đến năm 1958, mẫu súng trường FAL tiêu chuẩn được gọi là FAL 'Canada'... Những khẩu súng trường xuất sắc do Canada chế tạo này là vũ khí tiêu chuẩn của quân đội Canada từ lần đầu tiên sản xuất năm 1955 cho đến năm 1984.

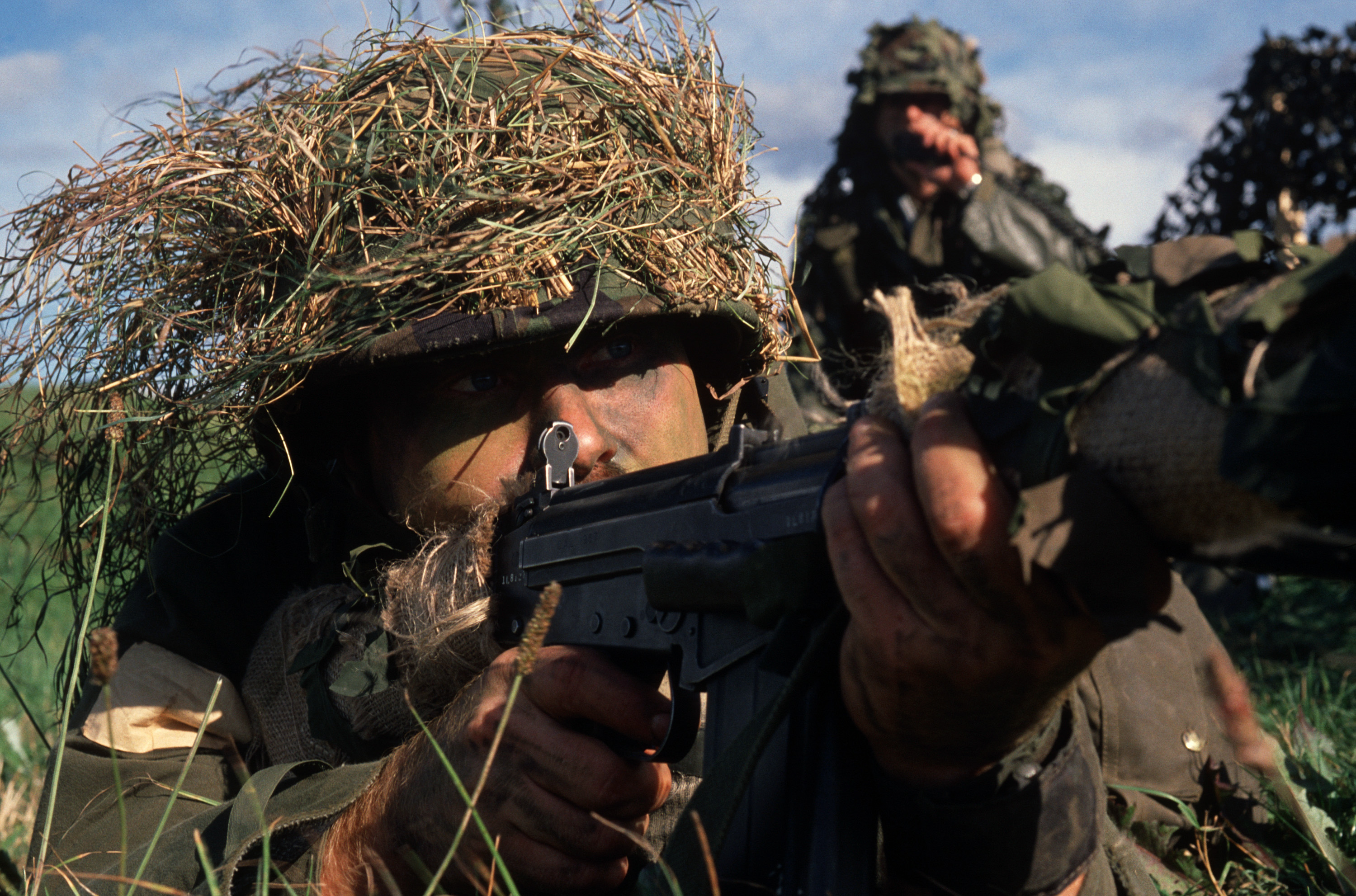
C1A1 với tấm phía sau quay khẩu độ độc đáo có thể nhìn thấy

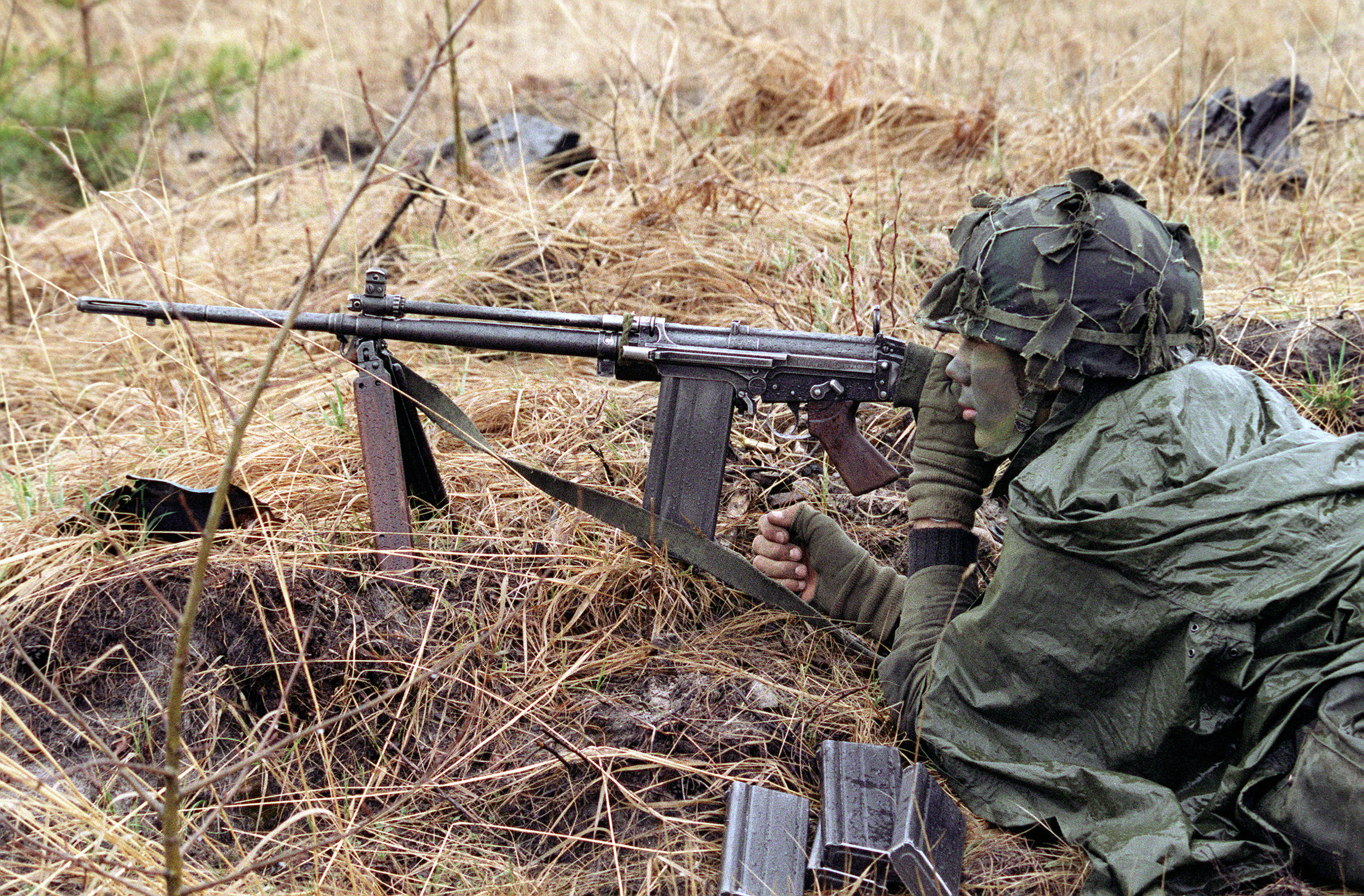
Người lính Canada với súng máy hạng nhẹ C2. C2 là phiên bản Canada của L2A1

Các Lực lượng Vũ trang Canada, Cảnh sát tỉnh Ontario và Cảnh sát Hoàng gia Canada đã vận hành một số phiên bản, phổ biến nhất là C1A1, tương tự như L1A1 của Anh (trở thành tiêu chuẩn Liên bang ít nhiều), sự khác biệt chính là xoay vòng tầm nhìn phía sau đĩa tốt nghiệp từ 200 đến 600 yard và một chốt bắn hai mảnh. Người dùng có thể gập bộ phận bảo vệ cò súng vào báng súng, cho phép họ đeo găng tay khi bắn vũ khí. Súng trường Canada cũng có vỏ đầu thu ngắn hơn các biến thể Commonwealth khác để cho phép nạp lại tạp chí bằng cách sạc nó bằng các clip vũ nữ thoát y. Nó được sản xuất theo giấy phép của công ty Canada Arsenals Limited. Canada là quốc gia đầu tiên sử dụng FAL. Nó đóng vai trò là súng trường chiến đấu tiêu chuẩn của Canada từ đầu những năm 1950 đến 1984, khi nó bắt đầu được loại bỏ để thay thế cho Diễm Diaco C7, phiên bản được chế tạo theo giấy phép của M16, với một số tính năng được mượn từ A1, A2 và Biến thể A3 của súng trường tấn công nền tảng AR.
Người Canada cũng vận hành một biến thể hoàn toàn tự động, C2A1, như một vũ khí hỗ trợ phần, rất giống với L2A1 của Úc. Nó tương tự như FN FAL 50.41 / 42, nhưng có đính kèm bằng gỗ vào chân bipod hoạt động như một tay bảo vệ khi hai chân được gập lại. C2A1 đã sử dụng tầm nhìn phía sau tiếp tuyến được gắn vào nắp máy thu với phạm vi từ 200 đến 1000 mét. C1 được trang bị một tạp chí 20 vòng và C2 với một tạp chí 30 vòng, mặc dù hai loại này có thể hoán đổi cho nhau. Các biến thể của C1 ban đầu và sản phẩm C1A1 được cải tiến cũng được chế tạo cho Hải quân Hoàng gia Canada, có khả năng bắn tự động, theo chỉ định C1D và C1A1D. Những vũ khí này được nhận dạng bởi chữ A là "tự động", được chạm khắc hoặc đóng dấu vào kho mông. Các bên nội trú cho các tìm kiếm trong nước và quốc tế sử dụng C1D.

### Ấn Độ

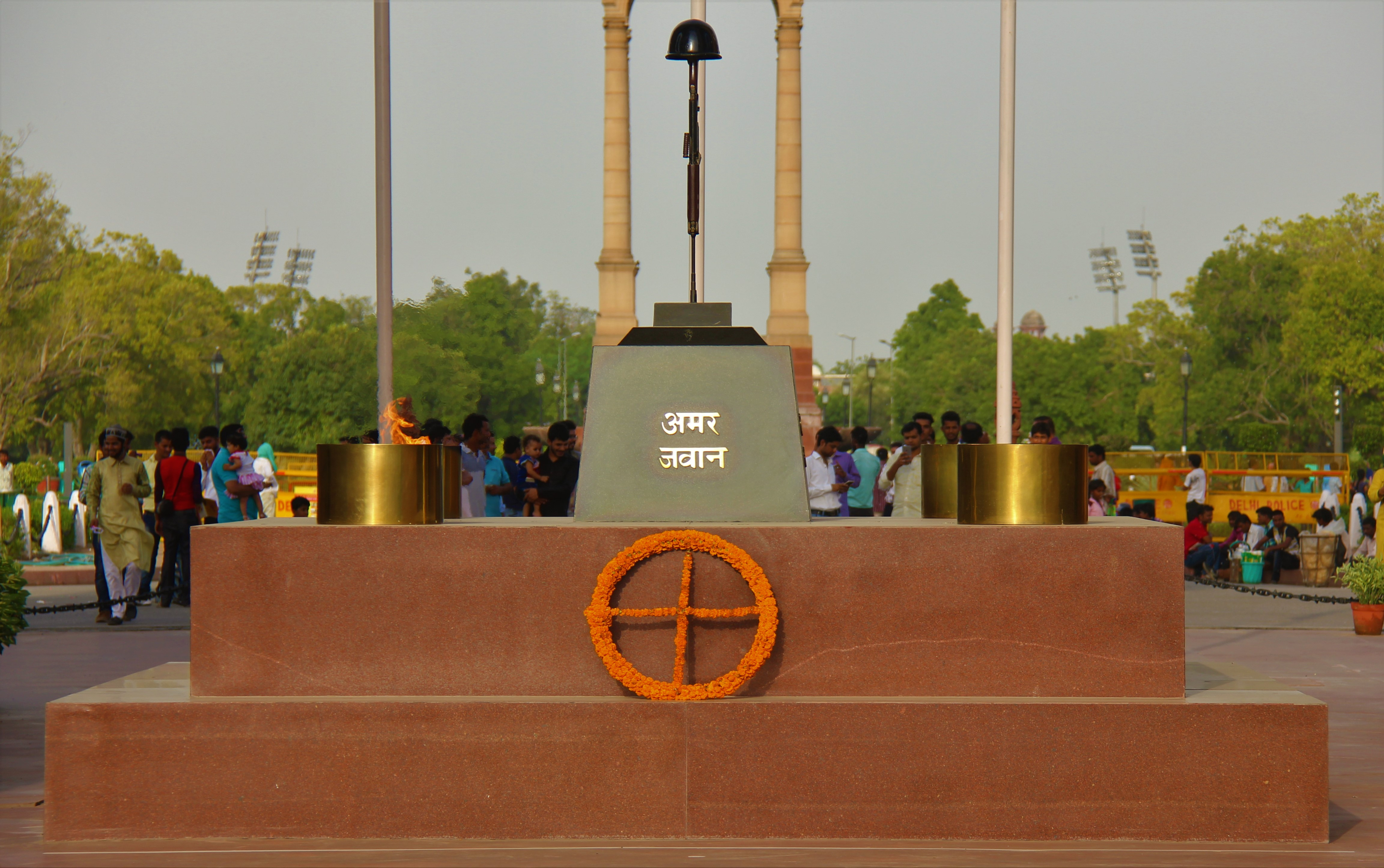
Súng trường 1A1 trên đỉnh đài tưởng niệm Amar Jawan Jyoti ở New Delhi, Ấn Độ.

Súng trường 7.62 &nbsp; mm 1A1, còn được gọi là Ishapore 1A1, là bản sao của súng trường tự nạp L1A1 của Anh. Nó được sản xuất tại Ordnance Factory Tiruchirappalli thuộc Hội đồng các nhà máy sản xuất. Nó khác với máy ảnh DSLR của Anh ở chỗ chiếc mông bằng gỗ sử dụng tấm lót từ Lee Lee Enfield với bẫy  cho chai dầu và làm sạch kéo. Súng trường 1A1 đã được thay thế để phục vụ cho Quân đội Ấn Độ bằng INSAS 5.56 &nbsp; súng trường tấn công mm.
Một phiên bản hoàn toàn tự động của súng trường (được gọi là 1C hoặc Ishapore 1C) cũng có sẵn, được sử dụng trong BMP-2 thông qua các cổng bắn. 1A1 vẫn còn được sử dụng bởi Lực lượng Cảnh sát Vũ trang Trung ương, một số cơ quan thực thi pháp luật và cũng được sử dụng trong các cuộc diễu hành của Quân đoàn Quốc gia (Ấn Độ).
Phiên bản 1A (còn được gọi là Ishapore 1A), là phiên bản hoàn toàn tự động dựa trên FN FAL    trong khi 1A1 (còn được gọi là Ishapore 1A1), là phiên bản bán tự động dựa trên L1A1. Chúng có thể được trang bị lưỡi lê lưỡi dài 1A và 1A, dựa trên lưỡi lê L1A4.
Việc sản xuất bắt đầu vào năm 1960 sau khi Cơ quan Nghiên cứu &amp; Phát triển Vũ khí (ARDE) đánh giá một số súng trường FAL của Úc, Bỉ và Anh và mỗi khẩu đều được tháo rời và kiểm tra. nhà nghiên cứu ARDE bắt đầu lên kế hoạch tự chế tạo súng trường sau khi đàm phán với FN không thành công vì yêu cầu về tiền bản quyền và điều khoản mà các kỹ thuật viên người Bỉ giúp quản lý dây chuyền sản xuất. 750 khẩu súng trường được chế tạo mỗi tuần.
FN đe dọa một vụ kiện khi họ biết về biến thể không có giấy phép. Sau đó, Thủ tướng Jawaharlal Nehru không nhận thức được điều đó và sau khi nghe tin này, đã đề nghị giải quyết các khiếu nại của FN bằng cách đồng ý mua thêm FALs, FALOs và MAG 60.20 GPMG do Bỉ sản xuất.
Trong năm 2012, khoảng 6.000 khẩu súng trường được sản xuất hàng năm ở Ấn Độ. Tính đến tháng 9 năm 2019, khoảng một triệu khẩu súng trường đã được chế tạo.
Quân đội New Zealand đã sử dụng L1A1 làm súng trường phục vụ tiêu chuẩn của mình chỉ dưới 30 năm. Chính phủ Lao động của Walter Nash đã phê duyệt việc mua L1A1 để thay thế cho súng trường hành động bu-lông số 4 Mk 1 Lee Muff Enfield vào năm 1959. Một đơn đặt hàng cho tổng số 15.000 khẩu súng trường L1A1 sau đó đã được đặt cho Nhà máy vũ khí nhỏ của Litva ở Úc, nơi đã được cấp giấy phép sản xuất L1A1. Tuy nhiên, lô 500 súng trường đầu tiên từ đơn đặt hàng này đã không thực sự được giao cho Quân đội New Zealand cho đến năm 1960. Sau đó, việc giao hàng tiếp tục với tốc độ ngày càng tăng cho đến khi đơn hàng cho tất cả 15.000 khẩu súng trường được hoàn thành vào năm 1965. Cũng như binh lính Úc, L1A1 là súng trường ưu tiên của quân đội New Zealand và quân đội New Zealand trong Chiến tranh Việt Nam, so với M16 của Mỹ trong Chiến tranh Việt Nam khi họ sử dụng chiến thuật chiến đấu tương tự như các đối tác Úc. Sau khi được Quân đội thông qua, Không quân Hoàng gia New Zealand và Hải quân Hoàng gia New Zealand cuối cùng cũng có được nó.
Không giống như L1A1 trong dịch vụ của Úc, L1A1 của New Zealand sau đó đã sử dụng đồ nội thất bằng nhựa màu đen của Anh và một số súng trường thậm chí còn có cả hai loại. Các tay cầm mang thường xuyên bị cắt. Kính ngắm quang học SUIT (Bộ binh Trilux) của Anh được cấp cho một số người dùng trong các đơn vị bộ binh. Biến thể thùng nặng L2A1 cũng được ban hành dưới dạng tiêu chuẩn hạn chế, nhưng không phổ biến do các vấn đề cũng gặp phải bởi những người dùng khác của biến thể FAL thùng nặng. Việc chuyển đổi L4A1 7.62mm của Bren được ưu tiên nhiều trong dịch vụ New Zealand.
Lực lượng Quốc phòng New Zealand bắt đầu thay thế L1A1 bằng súng trường tấn công Steyr AUG vào năm 1988 và được xử lý thông qua Cục Xử lý Chính phủ vào năm 1990. Steyr AUG đã bị loại bỏ trên cả ba dịch vụ của Lực lượng Quốc phòng New Zealand năm 2016. Hải quân Hoàng gia New Zealand vẫn sử dụng L1A1 để ném dây giữa các tàu.

### Vương quốc Anh

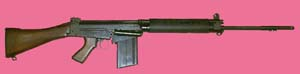
Súng trường L1A1

Vương quốc Anh đã sản xuất biến thể FN FAL của riêng mình kết hợp các sửa đổi được phát triển bởi Ủy ban súng trường Đồng minh, chỉ định nó là Súng trường tự nạp L1A1 (SLR). Các vũ khí được sản xuất bởi Royal Small Arms Factory Enfield, Birmingham Small Arms, Royal Ordnance Factory và ROF Fazakerley. Sau khi ngừng sản xuất, các thành phần thay thế đã được thực hiện bởi Parker Hale Limited. Máy ảnh DSLR phục vụ Lực lượng Vũ trang Anh từ năm 1954 cho đến khoảng năm 1994, được thay thế bằng L85A1 từ năm 1985 trở đi.
Máy ảnh DSLR được thiết kế bằng các phép đo của Imperial và bao gồm một số thay đổi từ FN FAL tiêu chuẩn. Một thay đổi đáng kể so với FAL ban đầu là L1A1 chỉ hoạt động ở chế độ bán tự động. Những thay đổi khác bao gồm: sự ra đời của một tay cầm gấp một đèn flash có rãnh kèm theo; tầm nhìn phía sau gập; sửa đổi làm sạch cát cho người nhận trên, bu lông và bu lông; gấp bảo vệ kích hoạt để cho phép sử dụng với găng tay Bắc cực; mông săn chắc; đòn bẩy thay đổi mở rộng và bắt phát hành tạp chí; bắt dọc tước để ngăn chặn kích hoạt ngoài ý muốn; xóa thiết bị mở tự động và thêm các tab giữ ở phía sau nắp trên để ngăn chuyển động về phía trước của nắp trên (và dẫn đến mất 0) khi lắp L2A1 SUIT. Bộ triệt flash được trang bị một lug cho phép lắp lưỡi lê sê-ri L1, phụ kiện bắn trống L1A1 / A2 hoặc L6A1 hoặc súng phóng lựu súng trường L1A1 / A2 Energa.
Súng trường sản xuất ban đầu được trang bị đồ nội thất bằng gỗ óc chó, bao gồm báng súng, tay bảo vệ phía trước, tay cầm và mông. Gỗ được xử lý bằng dầu để bảo vệ chống ẩm, nhưng không bị biến dạng hay đánh bóng. Vũ khí sản xuất sau đó được sản xuất với đồ nội thất tổng hợp. Vật liệu được sử dụng là Maranyl, nylon 6-6 và sợi thủy tinh composite. Các bộ phận của Maranyl có kết cấu chống trượt "cuội" cùng với mông có một miếng đệm mông riêng biệt, có sẵn trong bốn chiều dài để cho phép súng trường được trang bị cho người dùng cá nhân. Ngoài ra còn có một mông ngắn đặc biệt được thiết kế để sử dụng với quần áo hoặc áo giáp của Bắc Cực, kết hợp các điểm cố định cho một hệ thống treo ngực ở Bắc Cực. Sau khi giới thiệu đồ nội thất Maranyl, khi có thêm nguồn cung cấp, nó đã được trang bị thêm cho súng trường cũ khi chúng được bảo trì theo lịch trình. Tuy nhiên, điều này dẫn đến một hỗn hợp đồ nội thất bằng gỗ và Maranyl trong các đơn vị và thường trên cùng một khẩu súng trường. Đồ nội thất bằng gỗ vẫn được sử dụng trong một số đơn vị Quân đội Lãnh thổ và với số lượng hạn chế với RAF cho đến ít nhất là năm 1989.
Bộ chọn máy ảnh DSLR có hai cài đặt (thay vì ba cài đặt mà hầu hết các FAL số liệu có), an toàn và bán tự động, được đánh dấu S (an toàn) và R (lặp lại.) Tạp chí từ súng máy hạng nhẹ L2 7.62 mm sẽ phù hợp với máy ảnh DSLR; tuy nhiên, tạp chí L4 được thiết kế cho trọng lực hỗ trợ cho ăn xuống và có thể không đáng tin cậy với hệ thống cấp liệu đi lên của máy ảnh DSLR. Các tạp chí Commonwealth được sản xuất với một lug được bện ở phía trước để thu hút phần lõm vào máy thu, thay cho lúm đồng tiền nhỏ hơn trên tạp chí FAL. Do đó, các tạp chí FAL theo hệ mét có thể được sử dụng với máy ảnh DSLR Commonwealth, nhưng các tạp chí SLR sẽ không phù hợp với số liệu FAL.
Mặc dù các phiên bản FAL của Anh, Úc và Canada được sản xuất bằng máy công cụ sử dụng hệ thống đo lường của Imperial, tất cả chúng đều có cùng kích thước cơ bản. Sự không tương thích giữa các bộ phận giữa FAL ban đầu và L1A1 là do sự khác biệt về mẫu, không phải do các kích thước khác nhau. Sự nhầm lẫn về sự khác biệt đã dẫn đến thuật ngữ của súng trường FAL "mét" và "inch", có nguồn gốc như một tài liệu tham khảo cho các công cụ máy móc sản xuất chúng. Mặc dù vậy, hầu như tất cả các khẩu súng trường FAL đều có cùng kích thước cơ bản, đúng với FN FAL gốc của Bỉ. Ở Mỹ, thuật ngữ "số liệu FAL" dùng để chỉ súng theo mẫu FAL của Bỉ, trong khi "FAL inch" dùng để chỉ các mẫu được sản xuất theo mẫu L1A1 / C1 của Khối thịnh vượng chung. 

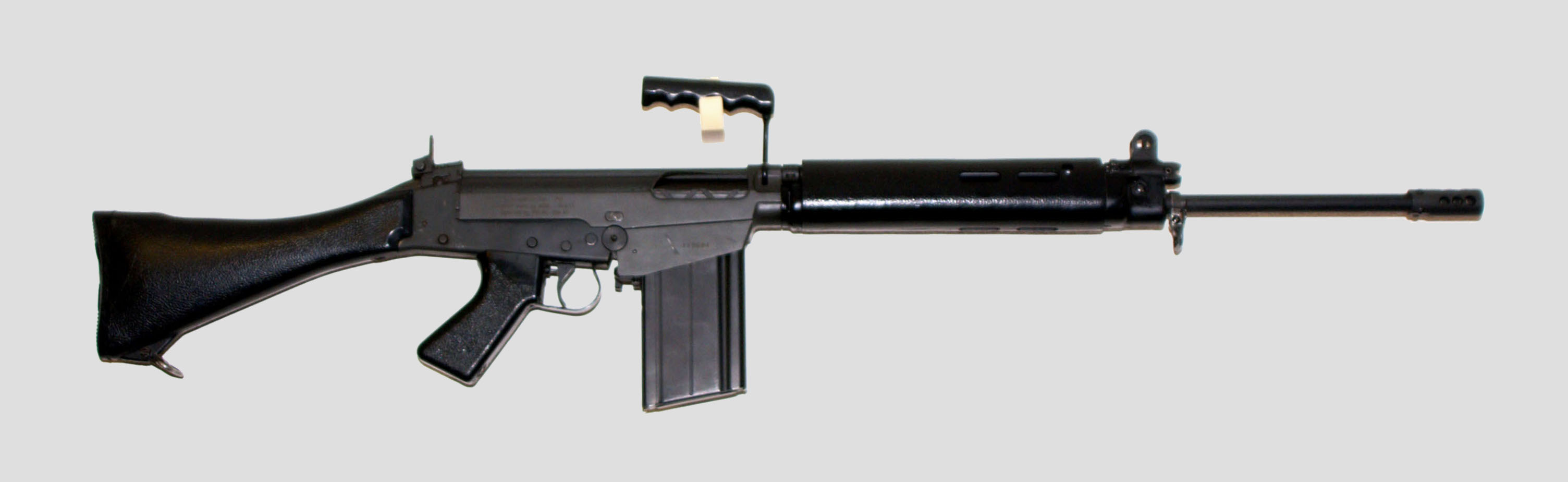
Súng trường Century Arms FN FAL được chế tạo từ bộ phụ kiện L1A1

Máy ảnh DSLR có thể được sửa đổi ở cấp đơn vị để có thêm hai hệ thống quan sát. Đầu tiên là "Tầm nhìn Hythe ", được biết đến với tên chính thức là "Bộ chuyển đổi, Súng trường 7.62mm, Trilux, L5A1" (các biến thể L5A2 và L5A3 với các tầm nhìn xa khác nhau cũng tồn tại) và được sử dụng trong phạm vi gần và trong điều kiện ánh sáng yếu. Tầm nhìn kết hợp hai lá khẩu độ phía sau và chèn triti phát sáng vĩnh viễn để cải thiện tầm nhìn ban đêm, phải thay thế sau một thời gian do phân rã phóng xạ. Lá nhìn phía sau đầu tiên có 7 &nbsp; Khẩu độ mm có thể được sử dụng một mình để chụp đêm hoặc chiếc lá thứ hai có thể được nâng lên phía trước nó, đặt chồng lên 2 &nbsp; khẩu độ mm để chụp trong ngày. Tầm nhìn thứ hai là "Đơn vị thị giác, Bộ binh, Trilux" (SUIT) L2A2, tầm nhìn quang học 4 × gắn trên đường ray được hàn vào nắp trên. Được cấp cho Bộ binh Anh, Thủy quân lục chiến Hoàng gia và Trung đoàn RAF, SUIT có thiết kế bù hình lăng trụ, giúp giảm thời gian quan sát và cải thiện khoảng trống xung quanh hành động. Ngoài ra, SUIT đã giúp giảm các lỗi thị sai và ảo ảnh nhiệt từ nòng súng khi nó nóng lên trong quá trình bắn. Dấu nhắm là một cột trụ phối hợp ngược, thon kết thúc ở một điểm có thể được chiếu sáng bởi một yếu tố triti để sử dụng trong điều kiện ánh sáng yếu. Các vị trí tầm nhìn đảo ngược cho phép thu lại mục tiêu nhanh chóng sau khi độ giật của súng bắn lên mõm. Phạm vi có phần nặng nề, nhưng do cấu trúc vững chắc của nó rất bền và chắc chắn.
Máy ảnh DSLR được chính thức thay thế vào năm 1985 bởi súng trường dịch vụ L85A1 thiết kế bullpup, bắn đạn 5,56 × 45mm NATO. Các lực lượng vũ trang được trang bị lại vào năm 1994 và trong thời gian này, súng trường L1A1 dần bị loại bỏ. Hầu hết đều bị phá hủy hoặc bán, một số sẽ tới Sierra Leone. Vài ngàn đã được gửi đến Mỹ và được bán dưới dạng bộ dụng cụ phụ tùng, và những bộ khác đã được tân trang lại bởi LuxDefTec ở Luxembourg và vẫn đang được bán cho thị trường châu Âu.

## Bộ sưu tập

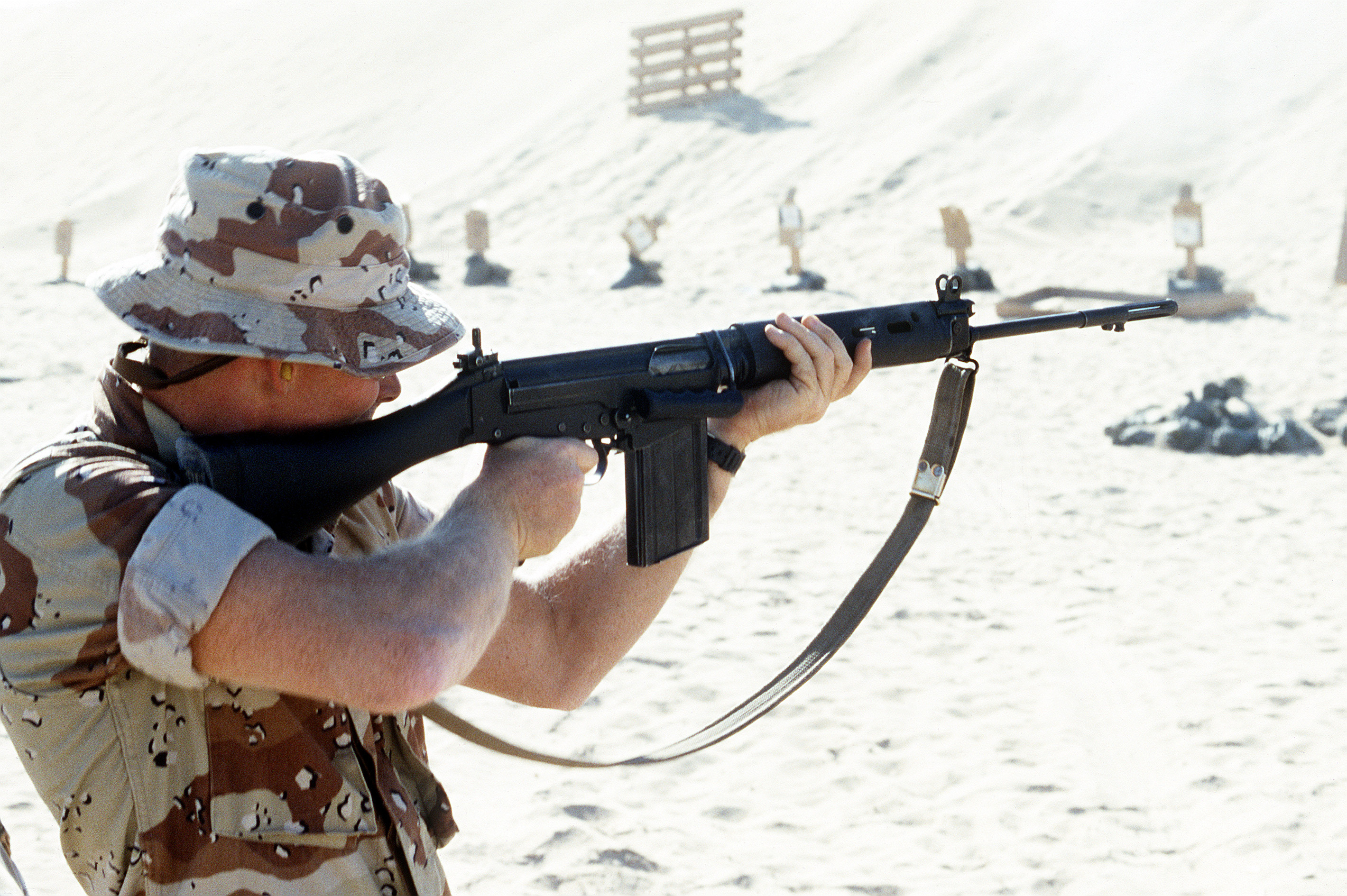
Thủy quân lục chiến Hoa Kỳ với chiếc máy ảnh L1A1 của Anh, trong một cuộc tập trận như là một phần của Chiến dịch Sa mạc Sa mạc Chiến tranh vùng Vịnh
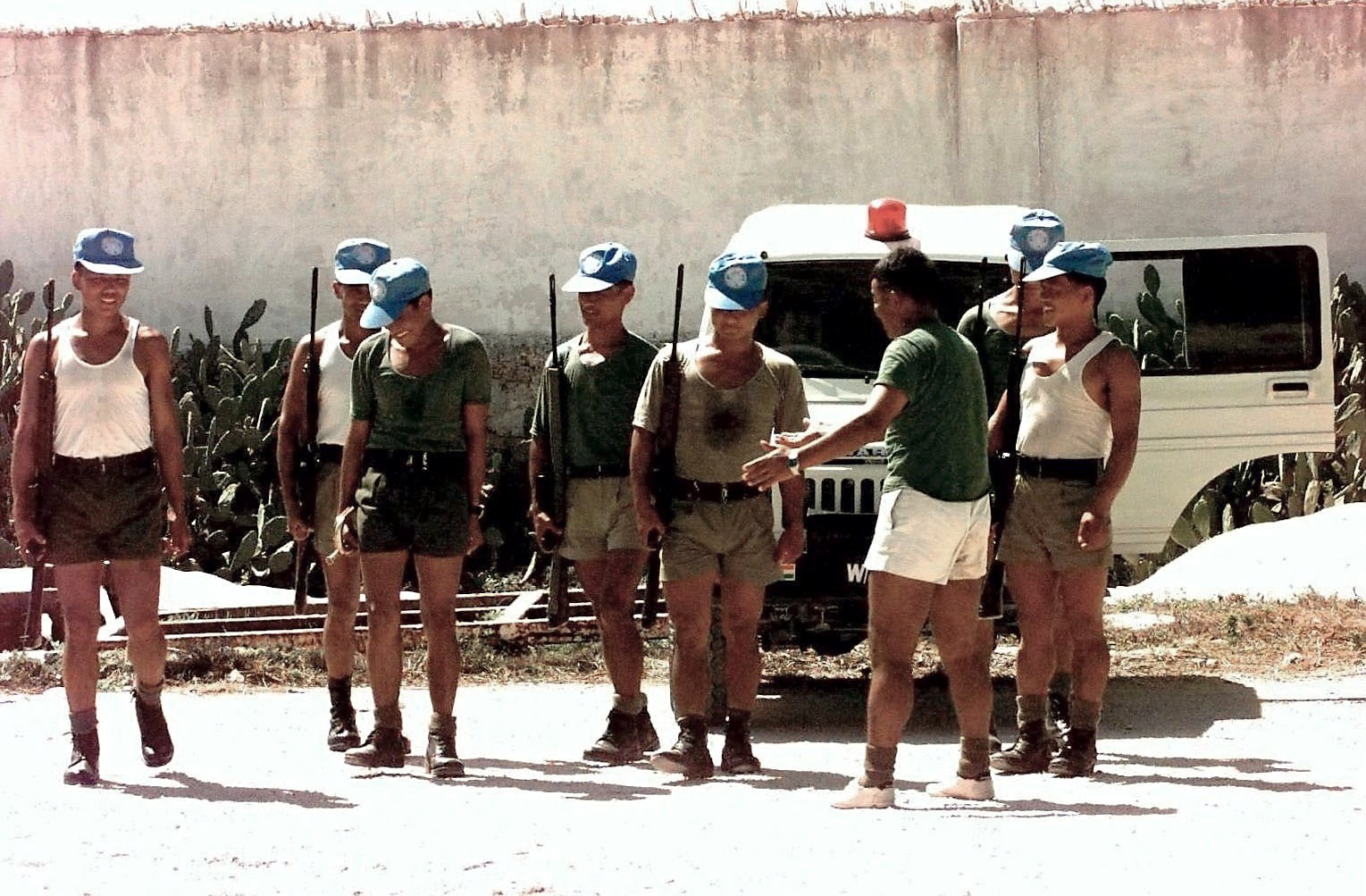
Tám binh sĩ Malaysia với súng trường L1A1 trong trụ sở của họ, gần sân bay ở Mogadishu trong Chiến dịch Khôi phục Hy vọng
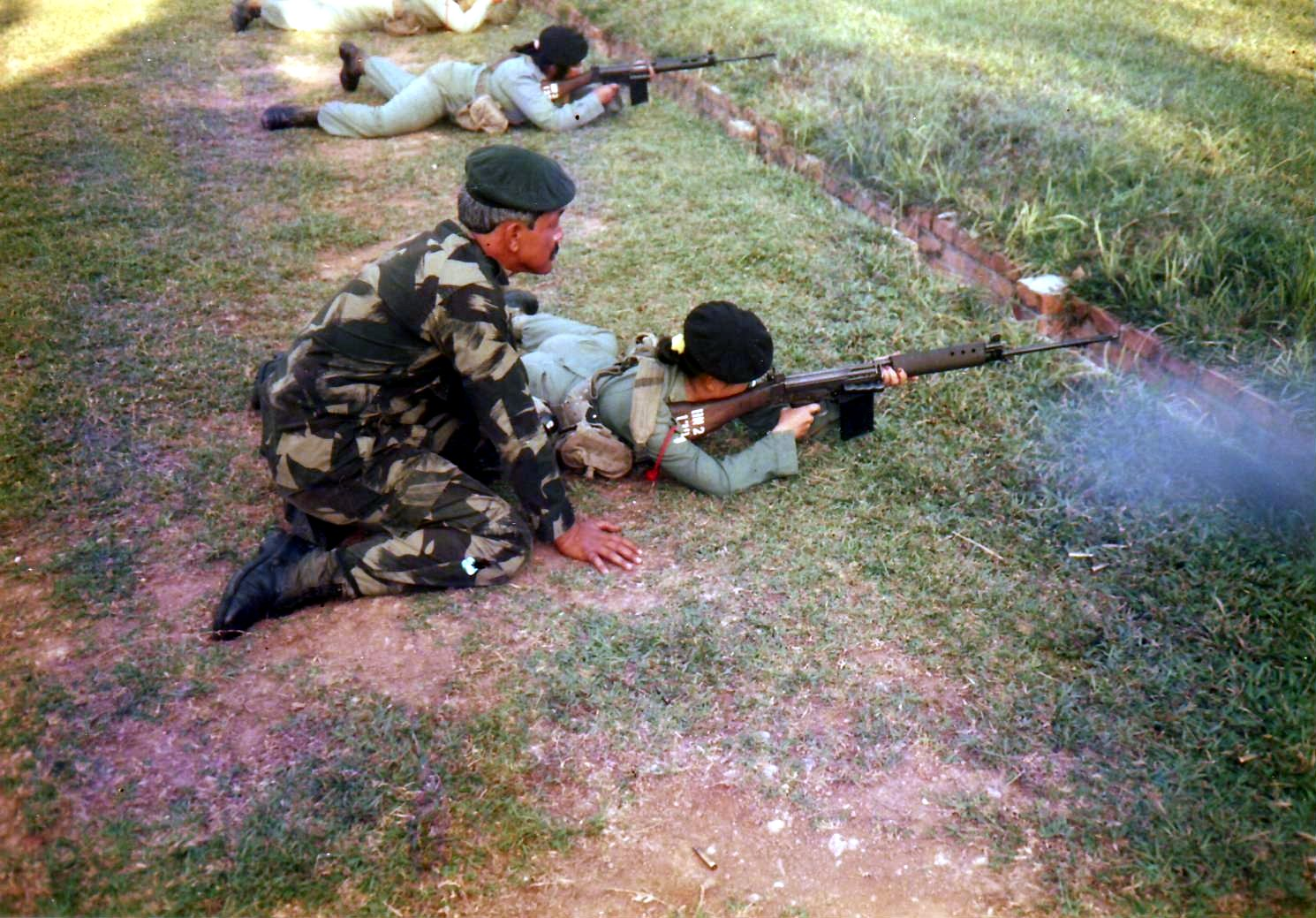
Một nữ quân nhân của Rejimen Askar Wataniah với chiếc L1A1 SLR, vào khoảng những năm 1990.
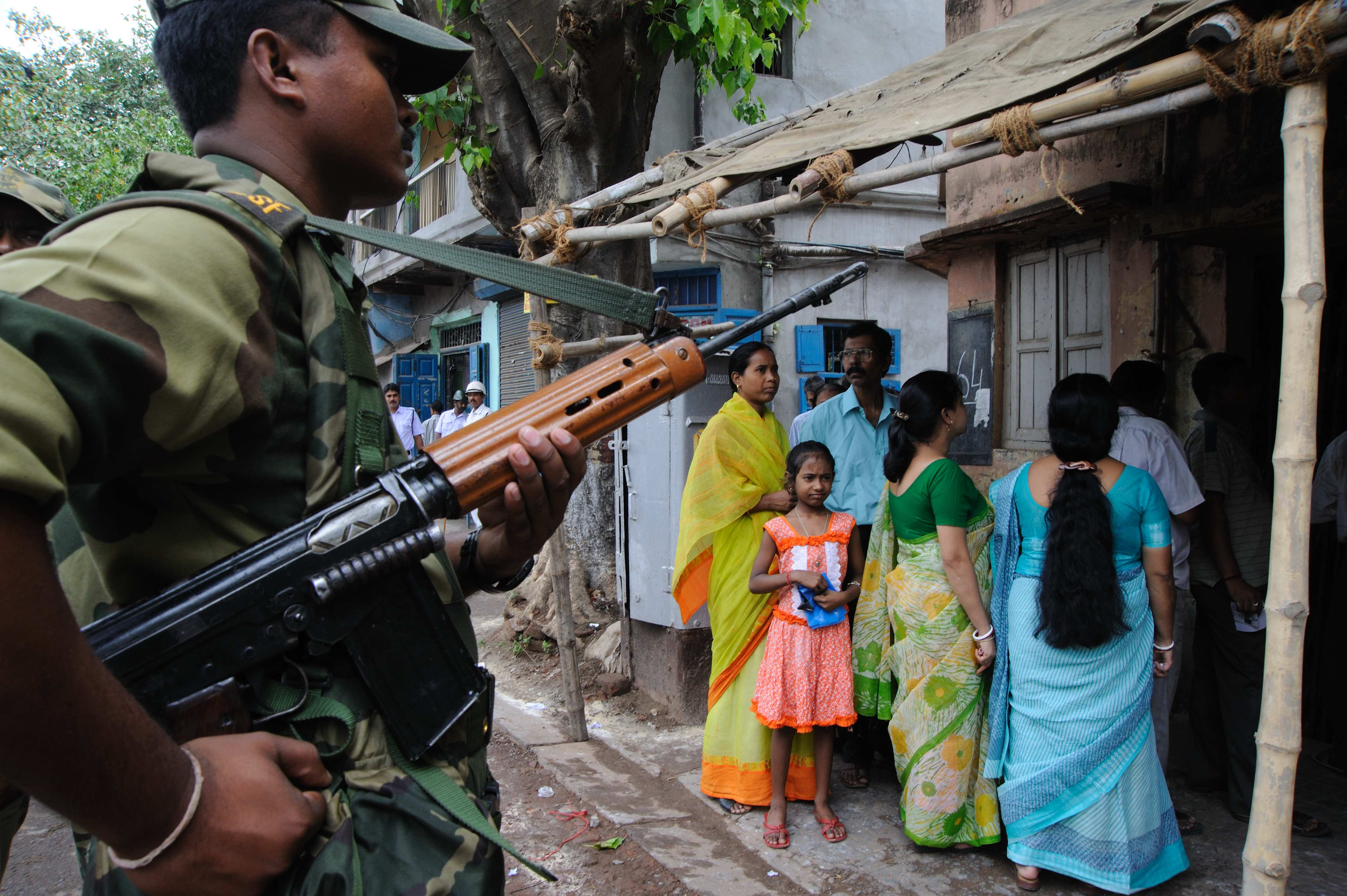
Một nhân viên BSF Ấn Độ mang theo súng trường 1A1 ở Tây Bengal trong cuộc bầu cử năm 2009

## Xung đột
Súng trường tự nạp L1A1 đã được sử dụng trong các xung đột sau: 
- Malayan Emergency[34]
- Suez Crisis[34]
- Jebel Akhdar War[35]
- Aden Emergency[35]
- Indonesia–Malaysia confrontation[36]
- Congo Crisis[37]
- Vietnam War[38]
- Dhofar Rebellion[39]
- Indo-Pakistani War of 1965[40]
- Communist insurgency in Malaysia
- Cambodian Civil War[cần dẫn nguồn]
- The Troubles[41]
- Rhodesian Bush War[42]
- Biafran War
- Bangladesh Liberation War[43]
- Indo-Pakistani War of 1971[40]
- Soviet–Afghan War[44]
- Falklands War[34]
- Sri Lankan Civil War[40]
- Sri Lankan 1971 Communist insurgency
- Sri Lankan 1987-89 Communist insurgency
- Bougainville Civil War[45]
- Gulf War[34]
- Sierra Leone Civil War[46]
- Nepalese Civil War[47]
- Kargil War[40]
- 2008 Mumbai attacks[48]
- 2013 Lahad Datu standoff[cần dẫn nguồn]

## Người dùng
- Antigua and Barbuda
- Bahamas: Royal Bahamas Defence Force & Royal Bahamas Police Force.
- Belize[49]
- India: Used only by Police Units.[50][20]
- Malta - Still used by its armed forces, mainly for ceremonial purposes.[51]
- Mauritius: Used by Mauritius Police Force.
- Nepal: Uses both British/Indian-made SLRs.[52]
- Samoa:
- Sierra Leone: 10,000 received in 2000[46]
- Trinidad and Tobago
- United Kingdom: Used by the British Armed Forces until 1987, then replaced by the L85A1. The rifle has since been phased out of service from the UK, except for UKSF.[53][54]
  -  Northern Ireland: Used extensively by loyalist forces in The Troubles
  -  Bermuda: Supplemented by the Ruger Mini-14GB/20 since 1983.
  -  Falkland Islands
- Vanuatu: 270 SLRs, some configured as light machine guns.[55]
- Yemen[56]

### Người dùng cũ

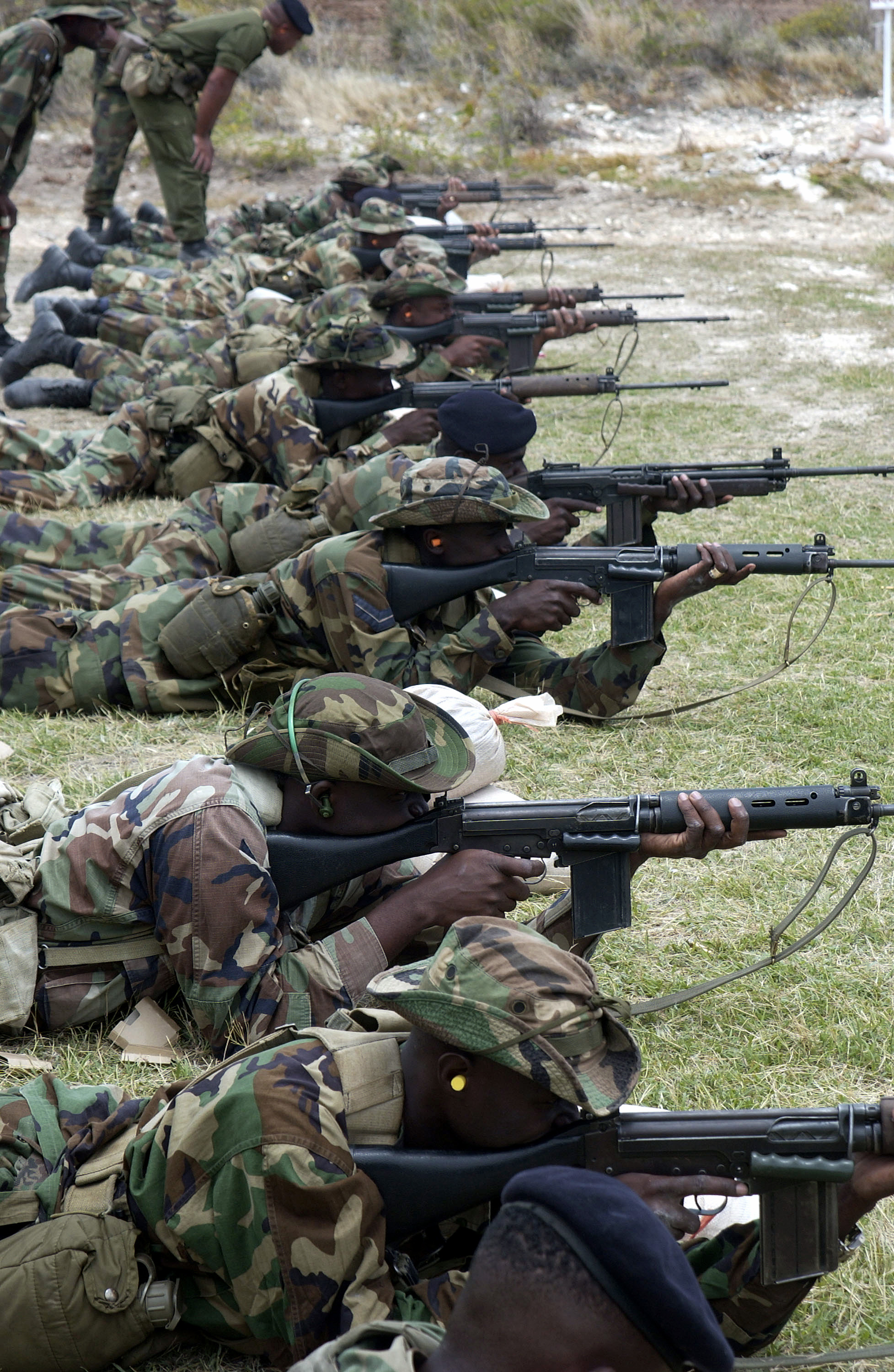
Các binh sĩ thuộc Lực lượng phòng vệ Jamaica (JDF) bắn L1A1 của họ trên một phạm vi trong khi tham gia với tư cách là lực lượng đối lập trong Cuộc tập trận huấn luyện dã chiến năm 2002 trên đảo Antigua. Có một người lính với vũ khí hỗ trợ ánh sáng L2A1 với bipod dùng làm vệ sĩ.

- Afghanistan: Early anti-Soviet insurgent groups received some 1As captured by Pakistan from India. They were soon replaced due to ammunition shortage.[44]
- Australia: Produced under licence.[53] Replaced by the F88 Austeyr.
- Bangladesh: Used by Mukti Bahini forces during the Bangladesh Liberation War of 1971[57]
- Brunei: Uses them as standard issue infantry rifles alongside M16 service rifles.[20]
- Canada: Produced under licence by Canadian Arsenals Limited as the C1 rifle, and C2 squad automatic rifle. Replaced in service by the C7 rifle.
- Cuba
- Fiji
- Jamaica: Uses various British and Australian L1A1s.[58]
- Kuwait[5]
- Malaysia: Used until the 1990s and replaced by the HK 33, Beretta AR70 và M16A1.[59]
- Malawi
- New Zealand: Used Australian built L1A1s from 1960, replaced by Steyr AUGs in 1988.[60] The New Zealand Navy still uses the L1A1 for line throwing between ships.  15,000 British-made L1A1s were delivered to New Zealand.[61]
- Nigeria: Used by Federal army[62]

-  Biafra: 930 FN FAL modified to SLR standard by Parker-Hale 

- Papua New Guinea[64] Used Australian built L1A1s.[55]
  - Bản mẫu:Country data Bougainville: Used by Bougainville Revolutionary Army. Captured from Papua New Guinea Defence Force.[cần dẫn nguồn]
- Rhodesia: Adopted in the early 1960s, seconded to reserve status following the Rhodesia's unilateral declaration of independence. Standard service rifle of the Rhodesia Regiment.[65]
- Singapore: Introduced by British colonial forces prior to independence to 1st and 2nd Singapore Infantry Regiments in 1957. Replaced by AR-15/M16 rifles a few years after independence.[66]
- Sri Lanka: Australian made, but refurbished and supplied by Singapore. Used from 1960s- 1980s.[67]

### Tịch thu trongChiến tranh Việt Nam
- Việt Nam Dân chủ Cộng hòa
- Cộng hòa Miền Nam Việt Nam